# Scala Gudhjem
Scala Gudjem er en dansk biograf, der er beliggende i Brøddegade i Gudhjem på Bornholm. 
Biografen er etableret i 1943 af Niels W. Høst søn af kunstmaler Oluf Høst. 
Siden 2008 er Scala Gudhjem hjem for Bornshorts Film Festival.